# Pereskia bahiensis
Pereskia bahiensis es una especie de cactus que es un endemismo de Brasil donde se encuentra en la Caatinga, distribuidas por Bahia.

## Descripción
Pereskia bahiensis  crece con forma de árbol o como arbusto vertical para colgante, marrón grisáceo, ramas y troncos rajados longitudinalmente hasta 30 centímetros de diámetro. Alcanza un tamaño de 1 y 6 metros de altura. Las diferentes hojas,  son elípticas a obovadas, planas o ligeramente dobladas a lo largo del nervio central hacia arriba y, a menudo retorcidas. La lámina de la hoja es de 5 a 12 centímetros de largo y de 2 a 7 centímetros de ancho. Las hasta 6 espinas en las areolas de las ramas, que también pueden estar ausentes, son paralelas  y de 2 a 5 centímetros de largo. De las areolas de los principales brotes de primavera surgen  hasta 45 espinas radiales, de 2 a 9 centímetros. Las flores son de color rosado a rojizo púrpura y están abiertas un solo día, y con frecuencia se interponen las inflorescencias que se componen de 2 a 12 flores individuales de 4-7 cm de diámetro.   El fruto, a menudo, colgando con forma de pera, carnosa es de color verde a verde amarillento  de 3 a 6 cm de largo y tienen diámetros de 3 a 5 centímetros.

## Taxonomía
Pereskia bahiensis fue descrita por   Robert Louis August Maximilian Gürke y publicado en Monatsschrift für Kakteenkunde 18: 86. 1908.
Etimología
Pereskia: nombre genérico llamado así en honor a Nicolas-Claude Fabri de Peiresc, botánico francés del siglo XVI, por quien también se nombró a la subfamilia Pereskioideae.
bahiensis: epíteto geográfico que se refiere a su lugar de origen en Bahia.

## Más información
- Morfología de los cactus
- Terminología descriptiva de las plantas
- Anexo:Cronología de la botánica
- Historia de la Botánica